# Helium Vola

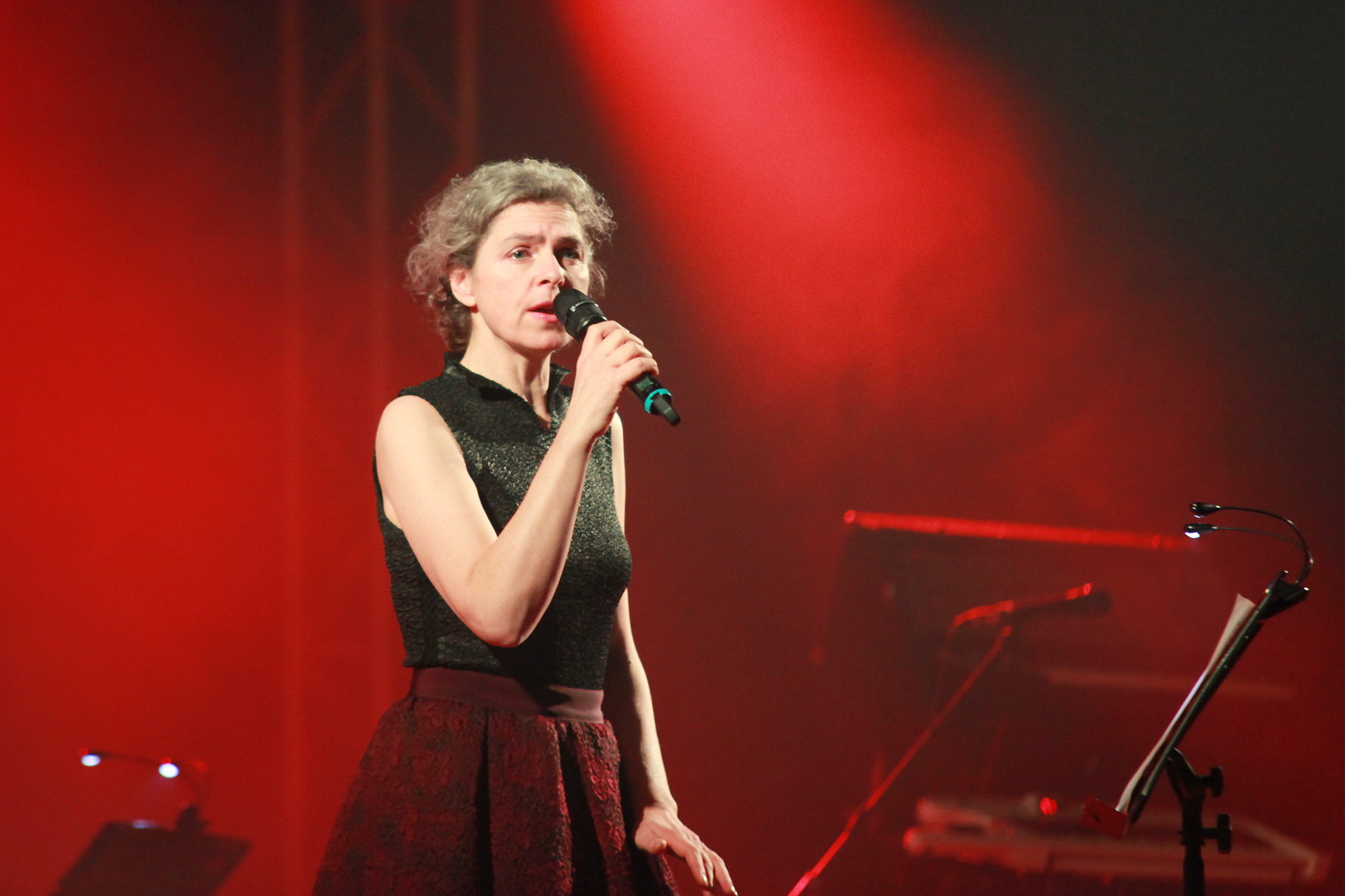
Sabine Lutzenberger

Helium Vola är en tysk musikgrupp bestående av Ernst Horn och Sabine Lutzenberger, som blandar darkwave med medeltida musik. Bandet grundades 2001 av Horn, efter att han lämnat sitt tidigare band Qntal, som han även var med och grundade. I kontraktet med Chrom Records insisterade Horn på att Helium Vola inte ska ses som en efterträdare till Qntal eller marknadsföras som sådant. Bandets namn är latin och betyder "flyg, helium" - en referens till ädelgasen helium som används för att fylla ballonger.
Helium Vola tolkar medeltida texter skrivna på äldre högtyska, medelhögtyska, latin, provensalska och medelfranska i ett modernt, elektroniskt ljudlandskap. Projektets huvudsångerska är Sabine Lutzenberger, vid inspelningarna tillkommer ett flertal gästsångare och -musiker, de flesta med klassisk bakgrund.

## Medlemmar
- Ernst Horn – instrument, kompositör
- Sabine Lutzenberger – sång

## Diskografi
Helium Volas album är alla avsedda som konceptalbum med varsitt genomgående tema.

Helium Vola, med en blandning av mestadels medeltida texter och nyhetssändningar, fokuserar på förlisningen av den ryska atomubåten Kursk.

Albumet Liod (”sång”) handlar kvinnas liv under medeltiden.

Für Euch, die Ihr liebt är ett dubbelalbum. Den första delen består av kärlekssånger från olika epoker. Den andra delen har texter med mörkare teman såsom död, girighet och homofobi. Den innehåller en version av "Die Moorsoldaten".
Album
- Helium Vola (Chrom Records: 2001), studioalbum (vissa versioner släpptes med "Omnis Mundi Creatura" som bonusskiva)
- Liod (Chrom Records:  2004), studioalbum
- Für Euch, die Ihr liebt (Indigo: 2009), studioalbum
- Wohin? (Chrom Records: 2013), studioalbum

Singlar/EP
- "Omnis Mundi Creatura" (Chrom Records: 2001)
- "Veni Veni" (Chrom Records: 2004)
- In lichter Farbe steht der Wald (Chrom Records: 2004) EP